# Þorbjörn Vífilsson
Þorbjörn Vífilsson (Thorbjorn, n. 950) fue un vikingo y colono de Laugarbrekka, Snæfellsnes en Islandia. Era hijo de Vífill Ketilsson. Aparece principalmente en la saga de Erik el Rojo como aliado de Erik el Rojo en el contencioso contra Þorgestur Steinsson. Se casó con Hallveig Einarsdóttir (n. 956) y de esa unión nació Guðríðr Þorbjarnardóttir, la que sería esposa de Thorfinn Karlsefni. Emigró a Groenlandia donde estableció una hacienda en Herjolfsness para posteriormente navegar hacia Eiríksfjord y asentarse en Stokkanes. Su barco fue usado por Thorsteinn Eriksson (primer marido de Guðríður) en su expedición hacia Vinland y posteriormente hizo lo propio Thorfinn Karlsefni.